# Situationsansatz
Beim Situationsansatz handelt es sich um ein sozialpädagogisches Konzept zur Begleitung von Bildungs- und Lebensbewältigungsprozessen von Kindern in Kindertageseinrichtungen im Zielhorizont von Autonomie, Solidarität und Kompetenz. Entwickelt wurde er in der ersten Hälfte der 1970er Jahre im Deutschen Jugendinstitut (DJI), erhielt einen zweiten Entwicklungsschub in den 1990er Jahren. Er sollte nicht verwechselt werden mit dem sogenannten „Situationsorientierten Ansatz“ von Armin Krenz.
Im Situationsansatz sollen durch den Erzieher alltägliche Situationen und Themen aufgegriffen werden – sogenannte „Schlüsselsituationen“ –, die in sich das Potential bergen, auf exemplarische und verdichtete Weise Kinder auf ihr zukünftiges Leben vorzubereiten. Nicht zu verwechseln ist diese Orientierung an der Lebenswelt der Kinder mit der spontanen Orientierung an alltäglichen Begebenheiten; es geht nicht darum, spontan dem Handeln von Kindern zu folgen, sondern die für sie relevanten Schlüsselsituationen zu identifizieren. Darüber hinaus soll der Alltag in und um die Kindertagesstätte in seinen Möglichkeiten, Lernen in „realen Situationen“ zu ermöglichen, aufgegriffen werden. Wichtig ist dabei, dass die pädagogischen Fachkräfte die Lernmotivation der Kinder aufgreifen und unterstützen sowie die Themen gemeinsam mit den Kindern ermitteln. Die Kinder haben bei der Planung und Gestaltung des pädagogischen Programms ein nicht unerhebliches Mitspracherecht.

## Leitbild
Alle Menschen haben Rechte, so auch die Kinder. Durch Eigenaktivität soll sich das Kind selbstständig entwickeln können. Es soll lernen, sich eine eigene Meinung zu bilden und sich selbstständig zu entscheiden, dabei aber auch auf andere Rücksicht zu nehmen. Die Erwachsenen sind dafür verantwortlich, den Kindern ein entsprechend anregendes Umfeld und eine verlässliche Beziehung zu bieten.

## Dimensionen und konzeptionelle Grundsätze
Christa Preissing und ihre Kolleginnen vom Institut für den Situationsansatz der Internationalen Akademie Berlin für innovative Pädagogik, Psychologie und Ökonomie (INA), gegründet an der Freien Universität Berlin, beschreiben fünf Dimensionen, die den Situationsansatz charakterisieren: Lebensweltorientierung, Bildung, Partizipation, Gleichheit und Anerkennung von Verschiedenheit sowie Einheit von Inhalt und Form. Diese fünf Dimensionen operationalisieren sie, indem sie insgesamt sechzehn „konzeptionelle Grundsätze“ formulieren für die sozialpädagogische Arbeit in solchen Kindertageseinrichtungen, die sich am Situationsansatz orientieren wollen: 
Grundsatz 1:

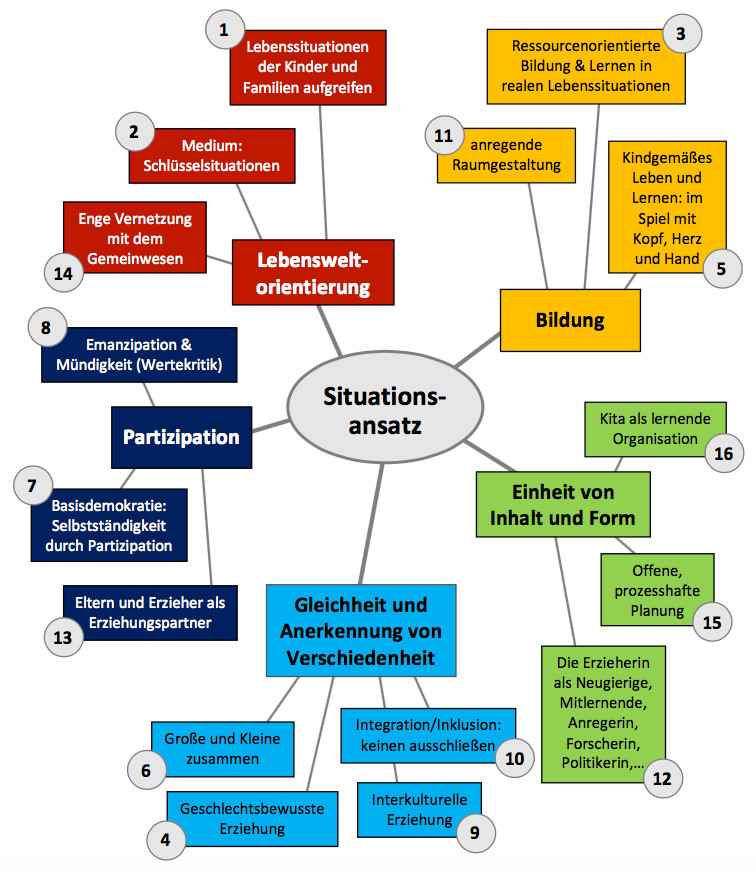
Dimensionen und konzeptionelle Grundsätze

„Die pädagogische Arbeit geht aus von den sozialen und kulturellen Lebenssituationen der Kinder und ihrer Familien.“
Die pädagogischen Fachkräfte nehmen alles, was um die Kinder in ihrer Einrichtung herum geschieht, wahr, egal ob in deren Familien oder in der Gesellschaft, und setzen sich damit auseinander. Hierbei handelt es sich sowohl um Situationen und Interessen, mit denen sich die Kinder momentan selbst beschäftigen, als auch um Themen, die für ihr Leben in der Gesellschaft wichtig sind. Dabei steht das Kind mit seiner gesamten Lebenssituation und seinen Interessen im Mittelpunkt.
Grundsatz 2
„ErzieherInnen finden im kontinuierlichen Diskurs mit Kindern, Eltern und anderen Erwachsenen heraus, was Schlüsselsituationen im Leben der Kinder sind.“
Die Erzieherinnen und Erzieher finden gemeinsam mit den Eltern und Kindern relevante Themen und Situationen, so genannte „Schlüsselsituationen“, heraus. Themen und Situationen also, die sich an der Lebenswelt der Kinder und ihrer Familien orientieren, und die geeignet sind, die persönliche Entwicklung voranzubringen und das eigene Leben gelingender zu gestalten. Die Erzieher nehmen diese in die Arbeit des Kindergartenalltags auf. So ermöglichen sie den Kindern lebensnahes Lernen.
Grundsatz 3
„ErzieherInnen analysieren, was Kinder können und wissen und was sie erfahren wollen. Sie eröffnen ihnen Zugänge zu Wissen und Erfahrungen in realen Lebenssituationen.“
Die Erzieherinnen und Erzieher beobachten die Kinder und erschließen daraus, wie weit diese in ihrer geistigen, körperlichen und sozialen Entwicklung sind, um ihnen im alltäglichen Leben individuell angepasste Situationen zum Lernen zu schaffen. Diese sollen interessant und abwechslungsreich gestaltet und dem Interessengebiet des Kindes angepasst sein.
Grundsatz 4

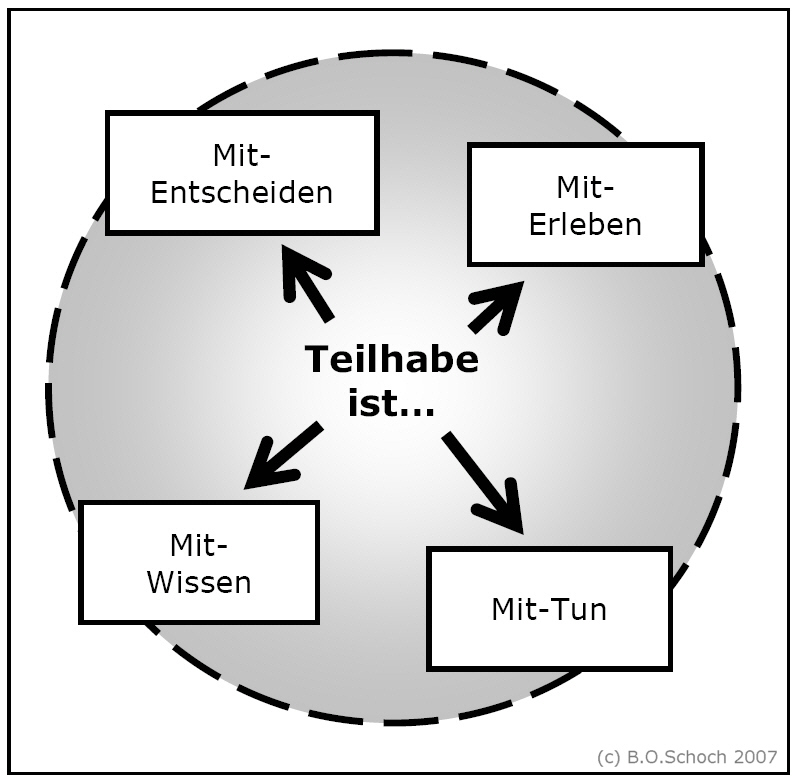
Dimensionen von Teilhabe

„ErzieherInnen unterstützen Mädchen und Jungen in ihrer geschlechtsspezifischen Identitätsentwicklung und wenden sich gegen stereotype Rollenzuweisungen und -übernahmen.“
Die Erzieherinnen und Erzieher achten darauf, dass die Mädchen und Jungen nicht in die typischen Frauen- und Männerrollen hineingedrängt werden. Die Kinder sollen die Möglichkeit haben, ihre geschlechtliche Identität frei zu entwickeln.
Grundsatz 5
„ErzieherInnen unterstützen Kinder, ihre Phantasie und ihre schöpferischen Kräfte im Spiel zu entfalten und sich die Welt in der ihrer Entwicklung gemäßen Weise anzueignen.“
Die Erzieherinnen und Erzieher bieten den Kindern verschiedene Möglichkeiten und Situationen, in denen sie im Spiel und auf spielerische Weise die Welt erkunden können. Sie nutzen diese Momente zur Beobachtung der Kinder, um deren alltägliches Handeln sowie deren Weltanschauung besser verstehen zu können.
Grundsatz 6
„ErzieherInnen ermöglichen, dass jüngere und ältere Kinder im gemeinsamen Tun ihre vielseitigen Erfahrungen und Kompetenzen aufeinander beziehen und sich dadurch in ihrer Entwicklung gegenseitig stützen können.“
Die Erzieherinnen und Erzieher lassen Kontakte zwischen jüngeren und älteren Kindern zu und fördern diese. Die unterschiedlich alten Kinder sollen Erfahrungen austauschen können und ihre Stärken und Schwächen sichtbar machen. Die Kinder können sich in ihrer Entwicklung gegenseitig helfen und stützen, wodurch auch Beziehungen aufgebaut werden. Jedoch benötigen sie auch Gelegenheiten, sich mit Gleichaltrigen auszutauschen und Zeit zu verbringen.
Grundsatz 7
„ErzieherInnen unterstützen Kinder in ihrer Selbständigkeitsentwicklung, indem sie ihnen ermöglichen, das Leben in der Kindertageseinrichtung aktiv mitzugestalten.“
Die Erzieherinnen und Erzieher sollen die Kinder darin unterstützen Entscheidungen zu treffen, selbstständig zu handeln und den Alltag mitzugestalten (z. B. in Kinderkonferenzen). Das heißt, bei Entscheidungen, die die Kinder betreffen, werden diese mit einbezogen. Ihre Meinung wird anerkannt und gleichzeitig werden sie in ihrer Selbstständigkeit gefördert. Handlungen, die ihnen zugemutet werden, sollen sie selbstständig bewältigen.
Grundsatz 8
„Im täglichen Zusammenleben findet eine bewusste Auseinandersetzung mit Werten und Normen statt. Regeln werden gemeinsam mit Kindern vereinbart.“
Um das tägliche Zusammenleben in der Gruppe harmonisch zu gestalten, sollten Kinder sowie Erzieherinnen und Erzieher gemeinsam Regeln aufstellen, gemeinsam auf ihre Einhaltung achten und sie bei Bedarf gemeinsam ändern. So erfahren Kinder, wie sie sich in verschiedenen Lebenssituationen verhalten sollten.
Grundsatz 9
„Die Arbeit in der Kindertageseinrichtung orientiert sich an Anforderungen und Chancen einer Gesellschaft, die durch verschiedene Kulturen geprägt ist.“
In Deutschland leben Menschen unterschiedlicher Kulturen, die zusammen eine Gesellschaft bilden. Deshalb ist es die Aufgabe aller Mitglieder, sich an den Anforderungen und Chancen dieser Gesellschaft zu orientieren. Durch das Zusammenleben und Zusammenarbeiten der verschiedenen Kulturen gibt es besondere Bildungschancen, die genutzt werden sollten. Aufgaben von Erziehern ist es deshalb, den Kontakt zwischen Menschen unterschiedlicher Kulturen zu fördern, eine Kultur der Toleranz und Zivilcourage in ihrer Einrichtung zu schaffen, um so Vorurteile und Diskriminierungen im Alltag der Kinder und ihrer Familien in den Hintergrund rücken zu lassen.
Grundsatz 10
„Die Kindertageseinrichtung integriert Kinder mit Behinderungen, unterschiedlichen Entwicklungsvoraussetzungen und Förderbedarf und wendet sich gegen Ausgrenzung.“
Die Einrichtungen geben Kindern mit unterschiedlichen Beeinträchtigungen die Möglichkeit, gemeinsam mit Kindern ohne Beeinträchtigung in einer Gemeinschaft zu leben. Die Kinder lernen so den sozialen Umgang miteinander. Durch qualifiziertes Fachpersonal kann die Förderung der Kinder besser gewährleistet werden.
Grundsatz 11
„Räume und ihre Gestaltung stimulieren das eigenaktive und kreative Tun der Kinder in einem anregungsreichen Milieu.“
Die Gestaltung der Räume in und um die Einrichtung soll mit den Kindern überlegt und umgesetzt werden. So haben diese die Möglichkeit, ihre Interessen in die Bildungsbereiche einzubringen. In den Räumen sollen die Kinder ihre Bedürfnisse ausleben können, sowohl in der körperlichen Bewegung als auch in einem großen Angebot an Materialien zum experimentieren, erforschen und kreativ werden. Die Erzieher wägen ab, wie die Wünsche der Kinder realisiert werden können.
Grundsatz 12
„Erzieherinnen sind Lehrende und Lernende zugleich.“
Die Erzieherinnen und Erzieher erforschen die Welt der Kinder, indem sie sich Erkenntnisse und Erfahrungen aneignen, um die Kinder individuell und entwicklungsangemessen zu fördern. Sie kooperieren mit Experten unterschiedlicher Bereiche, die bei verschiedenen Projekten zur Unterstützung und Entlastung beitragen. Die Erzieher sind Mitlernende in den Lernprozessen der Kinder.
Grundsatz 13
„Eltern und ErzieherInnen sind Partner in der Betreuung, Bildung und Erziehung der Kinder.“
Pädagogische Fachkräfte und Eltern arbeiten zusammen, sie tauschen Wissen aus und entscheiden gemeinsam. Die Erzieherinnen und Erzieher machen ihre Arbeit transparent, nehmen Vorschläge, Anregungen und Kritik der Eltern an, um sie zur Mitwirkung zu ermuntern und gemeinsam Veränderungen zu erreichen.
Grundsatz 14
„Die Kindertageseinrichtung entwickelt enge Beziehungen zum sozial-räumlichen Umfeld.“
Kindertageseinrichtungen kooperieren mit anderen pädagogischen und sozialen Einrichtungen, um ein nachbarschaftliches Verhältnis aufzubauen. Die Erzieherinnen und Erzieher sehen es als ihre Aufgabe an, die Einrichtung nach außen zu öffnen und mit den Kindern deren Umfeld zu gestalten. Sie ermöglichen den Kindern ihre Interessen außerhalb der Einrichtung zu erfüllen.
Grundsatz 15
„Die pädagogische Arbeit beruht auf Situationsanalysen und folgt einer prozesshaften Planung. Sie wird fortlaufend dokumentiert.“
Die Situationen der Kinder und ihrer Familien werden beobachtet und Bedürfnisse sowie Themen erkannt. Die pädagogische Praxis wird auf diese Erkenntnisse hin ausgerichtet. Der Planungs- und Arbeitsprozess lässt jedoch Raum für die individuelle Arbeit mit den Kindern. Die pädagogische Arbeit wird fortlaufend dokumentiert.
Planung im Situationsansatz erfolgt in den vier Schritten Erkunden, Entscheiden, Handeln und Nachdenken (vgl. unten).
Grundsatz 16
„Die Kindertageseinrichtung ist eine lernende Organisation.“
Solidarische und kollegiale Zusammenarbeit im Team, regelmäßige Selbstreflexion und Evaluation der eigenen pädagogischen Arbeit sowie die darauf basierende permanente Weiterentwicklung der Einrichtung, ausgerichtet auf sich verändernde Bedarfslagen der Kinder und ihrer Familien und unter Beteiligung der Adressaten, prägen die Arbeit in der Einrichtung. Die Arbeitsorganisation passt sich den sozialen und pädagogischen Erfordernissen an, nicht umgekehrt! „Veränderungen werden als Chance gesehen“ (ebd.).